# Joe Spiteri
Pour les articles homonymes, voir Spiteri (patronyme).
Joe Spiteri (né le 6 mai 1973 en Australie) est un joueur de football international australien, qui évoluait au poste d'attaquant.

## Biographie

### Carrière de joueur

#### Carrière en sélection
Avec l'équipe d'Australie, il dispute 8 matchs (pour 2 buts inscrits) entre 1995 et 1997. Il figure notamment dans le groupe des sélectionnés lors de la Coupe d'Océanie de 1996.
Il participe également aux Jeux olympiques de 1996.

## Palmarès
Australie
- Coupe d'Océanie (1) :
  - Vainqueur : 1996.